# کتاب بژ
کتاب بژ (به انگلیسی: Beige Book) که به‌طور رسمی‌تر خلاصه‌ای از تفسیر شرایط اقتصادی کنونی نامیده می‌شود، گزارشی است که توسط هیئت فدرال رزرو ایالات متحده هشت بار در سال منتشر می‌شود. این گزارش قبل از جلسات کمیته فدرال بازار باز منتشر می‌شود. هر گزارش مجموعه‌ای از «اطلاعات روایت شده در مورد شرایط اقتصادی فعلی» توسط هر بانک فدرال رزرو در منطقه خود از «مدیران بانک و شعبه و مصاحبه با مخاطبین کلیدی تجاری، اقتصاددانان، کارشناسان بازار و سایر منابع» است.